# Phrynocephalus theobaldi
Phrynocephalus theobaldi là một loài thằn lằn trong họ Agamidae. Loài này được Blyth mô tả khoa học đầu tiên năm 1863.